# Paraflabellula hoguae
Paraflabellula hoguae – gatunek ameby należący do rodziny Flabellulidae z supergrupy Amoebozoa w klasyfikacji Cavaliera-Smitha.
Trofozoit osiąga wielkość 18 – 27 μm. Jądro wielkości 4,5 μm.
Występuje w Atlantyku.